# Занук, Дэррил
Дэррил Ф. Занук (англ. Darryl F. Zanuck, 5 сентября 1902 — 22 декабря 1979) — американский продюсер, сценарист, режиссёр и актёр, сыгравший одну из важнейших ролей в становлении и развитии американской киноиндустрии.

## Биография

### Юные годы
Дэррил Фрэнсис Занук родился в городке Уаху в штате Небраска в семье управляющего гостиницей. Его предки были выходцы из Швейцарии, поэтому он воспитывался в протестантских традициях. В шестилетнем возрасте Занук с матерью переехал в Лос-Анджелес, где климат был более благоприятен для её плохого здоровья. Там же, спустя два года, он впервые появился в кино в эпизодической роли, но его отец неодобрительно принял это, и Зануку пришлось вернуться в Небраску.
В 1918 году, будучи шестнадцатилетним подростком, он солгал рекрутам о своём возрасте и вступил в армию США. Проходя службу в рядах Национальной гвардии штата Небраска, он принял участие в Первой мировой войне и сражался во Франции. После окончания войны Занук вернулся на родину, где первое время без особого успеха пробовал себя в качестве сценариста. Свой первый сценарий ему удалось продать в 1922 году режиссёру Уильяму Расселу, а его второе произведение приобрёл Ирвинг Тальберг. Относительно одной из ранних работ Занука Фредерика Сэгор Маас писала, что та была «полностью сплагиатирована у другого автора».
После успешного сотрудничества с Маком Саннетом Зануку удалось получить работу на студии «Warner Bros.», где он в дальнейшем написал более 40 сценариев с 1924 по 1929 год, в том числе для фильмов с Рин Тин Тином. В 1929 году он занял одну из управленческих должностей на студии, а в 1931 году уже руководил кинопроизводством.

### 20th Century Fox

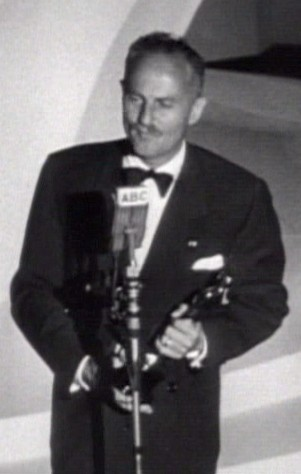
На церемонии «Оскар» в 1947

В 1933 году Дэррил Ф. Занук совместно с Джозефом Шенком, бывшим руководителем компании «United Artists», и Уильямом Гетцом основал киностудию «20th Century Pictures», которая спустя два года слилась с «Fox Film Corporation», образовав корпорацию «20th Century Fox». Президентом компании стал Джозеф Шенк, а Занук занял кресло вице-президента, активно участвуя и руководя кинопроизводством новой студии.
Для Дэррила Ф. Занука, как, впрочем, и для многих других киномагнатов того времени, внебрачные любовные встречи были своеобразным ритуалом. С 1924 года он был женат на актрисе Вирджинии Фокс, которой приходилось терпеть многочисленные связи мужа. В 1984 году британский журналист Леонард Мосли опубликовал биографию Занука, в которой рассказывал о его любовных утехах, которым каждый день отводилось время с 16:00 до 16:30. По словам современников, Дэррилу Ф. Зануку постоянно подбирали новых юных старлеток, и если они отказывались от связи с ним, то на их карьере ставился крест.
В 1950 году он покинул «20th Century Fox», чтобы сосредоточить свои усилия на производстве независимого кино в Европе, куда в 1956 году после развода с женой он переехал. Многие из поздних его фильмов были сняты с целью развития карьеры его европейских любовниц, среди которых были французские актрисы Бэлла Дарви, Ирина Демик и Жиневьев Жилль, а также певица Жюльетт Греко.
В 1962 году Дэррил Ф. Занук вернулся к управлению на студии «20th Century Fox», где в том же году выступил продюсером масштабной военной драмы «Самый длинный день», получившей в итоге две премии «Оскар». Будучи самым влиятельным человеком на студии, он взял на одну из руководящих должностей своего сына, Ричарда Д. Занука, который в 1969 году из-за конфликта с отцом ушёл в «Warner Bros.».
В начале 1970-х на студии «20th Century Fox» разгорелась борьба за власть, в ходе которой в мае 1971 года Дэррил Ф. Занук был вынужден покинуть своё детище.

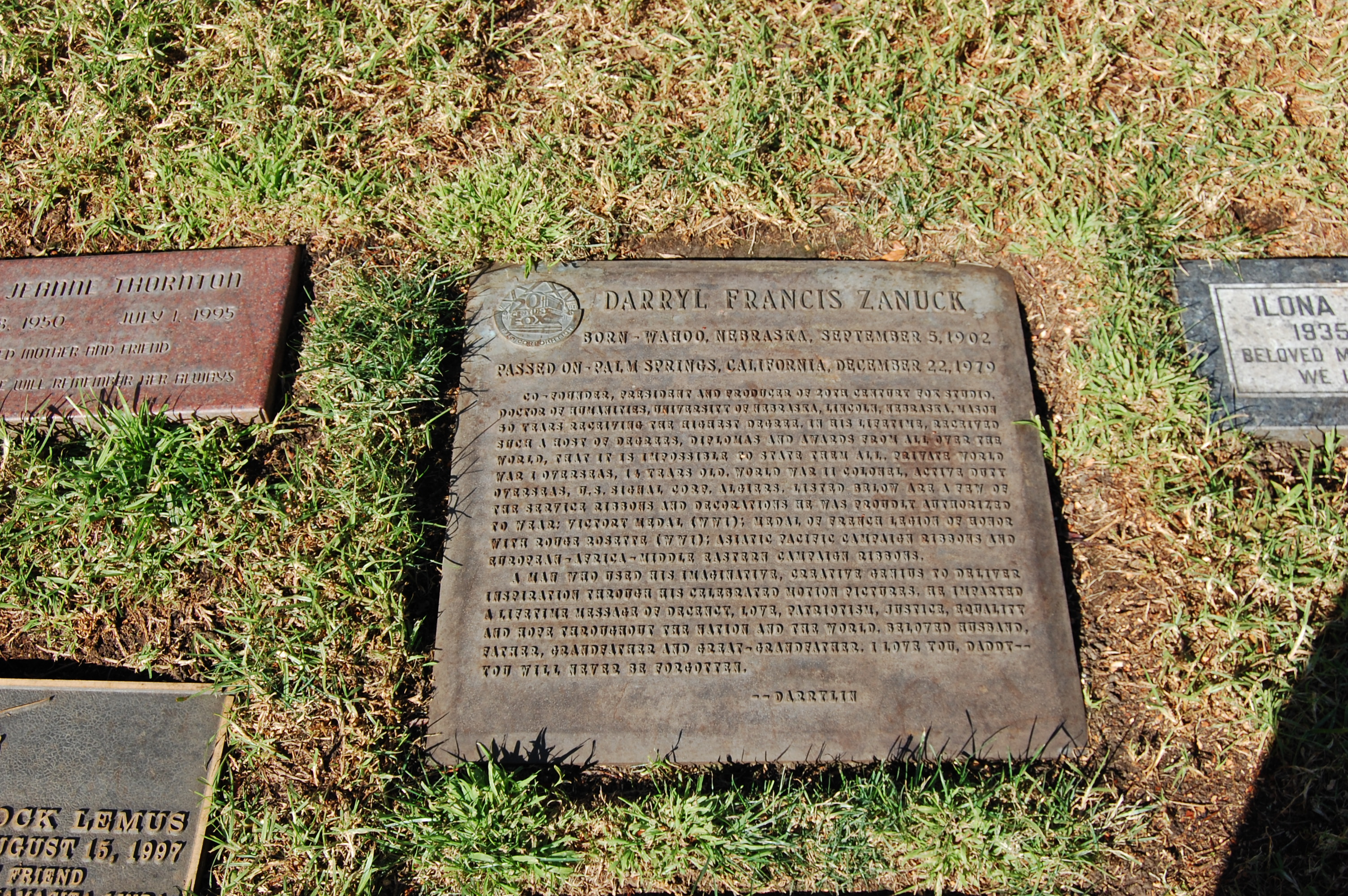
Могила Занука

Его вклад в развитие американской киноиндустрии был отмечен звездой на Голливудской аллее славы. Помимо этого он трижды удостаивался Награды имени Ирвинга Тальберга от Американской киноакадемии в 1938, 1945 и 1951 годах.

### Смерть
Дэррил Ф. Занук умер от рака в Палм-Спрингс, Калифорния, в 1979 году в возрасте 77 лет, похоронен на кладбище Вествуд.

## Премии Американской киноакадемии
| Год     | Результат | Номинация                      | Фильм                        |
| ------- | --------- | ------------------------------ | ---------------------------- |
| 1929-30 | Номинация | Премия «Оскар» за лучший фильм | «Дизраэли»                   |
| 1932-33 | Номинация | Премия «Оскар» за лучший фильм | «42-я улица»                 |
| 1934    | Номинация | Премия «Оскар» за лучший фильм | «Дом Ротшильдов»             |
| 1935    | Номинация | Премия «Оскар» за лучший фильм | «Отверженные»                |
| 1936    | Номинация | Премия «Оскар» за лучший фильм | «Ромео и Джульетта»          |
| 1937    | Номинация | Премия «Оскар» за лучший фильм | «В старом Чикаго»            |
| 1938    | Номинация | Премия «Оскар» за лучший фильм | «Регтайм-бэнд Александра»    |
| 1940    | Номинация | Премия «Оскар» за лучший фильм | «Гроздья гнева»              |
| 1941    | Победа    | Премия «Оскар» за лучший фильм | «Как зелена была моя долина» |
| 1944    | Номинация | Премия «Оскар» за лучший фильм | «Вильсон»                    |
| 1946    | Номинация | Премия «Оскар» за лучший фильм | «Острие бритвы»              |
| 1947    | Победа    | Премия «Оскар» за лучший фильм | «Джентльменское соглашение»  |
| 1949    | Номинация | Премия «Оскар» за лучший фильм | «На двенадцать часов вверх»  |
| 1950    | Победа    | Премия «Оскар» за лучший фильм | «Всё о Еве»                  |
| 1962    | Номинация | Премия «Оскар» за лучший фильм | «Самый длинный день»         |